# Gașpar Graziani
Gașpar Graziani (polacco Kasper Gratiani italiano Gasparo Graziani; 1575-80 circa – Țuțora, 1620) è stato un militare italiano.
Fu voivoda di Moldavia dal febbraio 1619 al settembre del 1620. Morì nel corso della Battaglia di Cecora, durante la Prima guerra polacco-ottomana

## Origini e formazione
Graziani era originario della Dalmazia, di etnia italiana. In virtù delle sue conoscenze linguistiche, servì diversi monarchi europei: fu interprete per conto degli Stuart in una missione diplomatica presso l'Impero ottomano, poi servì come inviato il Granduca Cosimo II de' Medici di Toscana ed il Viceré di Napoli presso la Sublime porta. Allacciò stretti contatti con la Repubblica di Venezia che lo onorò del titolo di Duca di Nasso.

## Voivoda di Moldavia
I successi diplomatici di Graziani gli cattivarono l'appoggio dei turchi che lo nominarono dragomanno presso la corte degli Asburgo ove però accettò di aiutare gli austriaci in qualità di spia. Affiancando allo spionaggio la corruzione ed accettando di abbandonare la fede cattolica in favore del credo ortodosso, Graziani puntò al trono di Moldavia. Ricevuto ad Adrianopoli da una delegazione di boiari moldavi, si spostò poi verso il Danubio con il benestare della Sublime Porta. Protetto da una guardia personale di 500 uomini, Graziani allacciò contatti con il sovrano della potente Confederazione Polacco-Lituana: Sigismondo Vasa.
Scoperto il tradimento di Graziani, i turchi lo deposero e marciarono sulla Moldavia. La manovra, lungi dall'essere una spedizione punitiva ordinata dal sultano, rientrava nelle operazioni militari della Prima guerra polacco-ottomana. Mentre le forze del Grand Hetman Stanisław Żółkiewski marciavano contro le forze di Iskender Pasha, Graziani radunò la sua scorta personale e si unì alle forze polacco-lituane in tempo per partecipare alla Battaglia di Cecora (1620). Dopo la sconfitta delle truppe confederate, Graziani ripiegò verso la Polonia in cerca di salvezza. Giunto presso il Distretto di Rîșcani venne però assassinato da due suoi seguaci, Șeptilici e Goia, decisi a guadagnarsi il favore degli ottomani.
La vita di Graziani ispirò la tragedia di Ioan Slavici Gaspar Gratiani del 1888.